# Spirit of Akron
Die Spirit of Akron war das einzige Luftschiff vom Typ GZ-22. Sie wurde in den 1980er Jahren als letzter Luftschifftyp noch von der Goodyear Tire & Rubber Company entwickelt. Während die Luft- und Raumfahrtsparte des Reifenkonzerns mit seiner Luftschifffertigung 1987 an Loral Defence Systems und 1996 weiter an Lockheed Martin verkauft wurde, übernahm Goodyear bis 1999 auch den Betrieb des Prallluftschiffs.
Obwohl auch als Technologieträger für geplante Militärluftschiffe entwickelt, wurde die Spirit of Akron hauptsächlich für Rundfahrten und als Werbeluftschiff in der kommerziellen Goodyear-Blimp-Flotte genutzt, die weiter von Goodyear betrieben wird. Das Luftschiff war das erste und ist bis heute (Stand Anf. 2017) das einzige Luftschiff mit Gasturbinentriebwerken. Sie wurden in Form eines Turboprop-Antriebs eingesetzt.

## Geschichte

### Entwicklung
Ende Juni 1983 zeigten Veröffentlichungen in Fachzeitschriften bereits das Aussehen und kündigten die Jungfernfahrt für in etwa 2,5 Jahren an.
Neben seinem späteren Einsatz als Rundfahrt- und Werbeluftschiff spielten bei der Entwicklung des GZ-22 militärische Überlegungen eine Rolle. So war das Luftschiff ein Demonstrator und Prototyp für den militärischen Luftschiffbau vor dem Hintergrund von Überlegungen, im US-Militär Luftschiffe wieder für Frühwarn- und Überwachungsaufgaben (Airborne Early Warning = AEW) einzusetzen. Der Beitrag von Goodyear am US Navy Airship Program (NASP) baute von der Auslegung her auf dem von Goodyear Ende der 1950er für die US-Marine gefertigten AEW-Luftschifftyp ZPG-3W auf, wobei unter anderem Turboproptriebwerke vorgesehen waren. Das GZ-22-Luftschiff sollte auch als Trainingsluftschiff für diese zukünftigen Militärluftschiffe genutzt werden. Das elektronische Flugkontrollsystem (Fly-by-wire) konnte dazu das Steuerverhalten größerer Luftschiffe simulieren.
Der NASP-Auftrag für die Entwicklung eines großen AEW-Luftschiffs wurde 1987 von der US-Marine an Westinghouse Airship Industries vergeben, die dann mit dem Sentinel 1000 ebenfalls einen Technologieträger ähnlicher Größe entwickelte. Das Programm wurde 1996 u. a. nach Haushaltskürzungen abgebrochen.
Der Bau der Spirit of Akron erfolgte am Goodyear-Standort in der Wingfoot Airship Base in Akron/Ohio. Durch den Verkauf der Goodyear-Luftschiffsparte ist sowohl die Benennung Goodyear GZ-22 als auch Loral GZ-22 geläufig. Erstere ist populärer, zumal das Luftschiff auch Goodyear gehörte. Zweitere ist in der Typenzertifizierung genannt, später sogar Lockheed Martin.

### Betrieb
Die Taufe fand am 4. August 1987 statt. Das Typenzertifikat wurde am 31. August 1989 ausgestellt. Während ihrer Dienstzeit trug die Spirit of Akron die Kennung N4A. Zuvor hatte bereits die Columbia diese Kennung getragen. Bei ihrer Indienststellung und abgesehen vom zwischenzeitlich existierenden Sentinel 1000 bis zum Erscheinen des Zeppelin NT war die Spirit of Akron das größte aktive Luftschiff der Welt.
Das Luftschiff trug auf seiner Oberfläche eine Leuchtwerbeanzeige mit 8064 Lampen. Anfangs war die Hülle noch silbern mit großem Goodyear-Schriftzug. Sie wurde später mit dem blau/gelb hinterlegten Goodyear-Design verändert.
Das Luftschiff wurde im Rahmen der Goodyear-Blimp-Flotte für Fernsehübertragungen von Großereignissen, Luftwerbung, Rundfahrten und für Überwachungsaufgaben eingesetzt.

### Unfall 1999
Das Luftschiff wurde am 28. Oktober 1999 schwer beschädigt, als die Fahrt nach Steuerungsversagen in einer Baumgruppe endete. Nachdem die Leuchtwerbung und ihre Wirkung vom Boden aus mehreren Perspektiven getestet worden war, wollte das Luftschiff abdrehen. Dabei versagte die Steuerung. Wie sich durch einen Blick des Technikers aus dem Heckfenster und anhand von fremdartigen Geräuschen herausstellte, arbeiteten die Steuerflächen das Leitwerks nicht korrekt. Währenddessen verlor das Luftschiff an Höhe und verfing sich schließlich in einer Baumgruppe. Die Hülle und Gondel wurden beschädigt. Der Pilot wurde leicht verletzt, der Techniker, der die Leuchtwerbung bediente, blieb unverletzt. Bei der anschließenden Untersuchung wurde festgestellt, dass die Teile der Antriebe für die Ruder nicht richtig gehärtet und auf der Steuerbordseite ausgerissen waren. Auch die Aktuatoren für die Steuerflächen an der Backbordseite wiesen bereits schwere Schäden auf. Goodyear entschied, wegen hoher Kosten und weil das Luftschiff im Gegensatz zum Rest der Flotte ein Einzelstück war, die Spirit of Akron nicht zu reparieren.
Gemäß Goodyear-Aussagen im Flugunfallbericht hatte das Luftschiff bis zu dem Zwischenfall über 12.500 Stunden in der Luft verbracht.

### Verbleib
Die Spirit of Akron wurde 2000 durch die Spirit of Goodyear, ein Luftschiff des Typs GZ-20A ersetzt, das die Kennung N4A übernahm. Die Kabine des GZ-22 wurde der Military Aviation Preservation Society (MAPS) geschenkt und ist nach ihrer Restaurierung im MAPS-Museum etwas südlich von Akron Teil der Ausstellung.

## Konstruktion
GZ-22 war deutlich größer als ihr Vorgänger GZ-20A. Die Gondel wurde zu großen Teilen aus damals sehr innovativen Faserverbundwerkstoffen in Prepreg-Sandwichbauweise mit Wabenkern hergestellt. Es gab links und rechts hinter dem Cockpit eine Tür, die nach oben aufschwenkte.
Die Steuerung erfolgte bei Goodyear erstmals über ein Fly-by-wire-System. Im Cockpit war Platz für zwei Piloten, von denen jedoch nur einer zum Betrieb benötigt wurde. Dahinter befanden sich Sitze für acht Passagiere, die aus den nach außen gewölbten Panoramafenstern den Ausblick genießen konnten.
Die beiden ummantelten Propeller, ebenfalls ein Novum gegenüber seinen direkten Vorgängern, waren gemäß der Ausschreibung für das AEW-Luftschiff schwenkbar, um Start und Landung zu vereinfachen. Weiterhin wurde das Leitwerk, wie schon früher bei den N-Klasse-Luftschiffen, X-förmig angeordnet. So erhielt man mehr Bodenfreiheit, wenn das Luftschiff beim Start die Nase hob.
Mit dem Alleinstellungsmerkmal des X-förmigen Leitwerks und der eigenständigen Kabinenform mit den großen Mantelpropellern ist das Luftschiff auf Fotos sehr leicht von anderen Goodyear-Blimps zu unterscheiden.

## Technische Daten
- Länge: 67,8 m[8]
- max. Durchmesser: 14,2 m[8]
- Traggasvolumen: 6990 m³[8] Helium
- Ballonetts: 2 Stück
- Hüllenmaterial: zweilagiges Polyestergewebe mit Neopren beschichtet (wie bei den meisten anderen Luftschiffen auch)[4]
- Triebwerke: 2 × Turboprop Allison 250-B17C mit je ca. 310 kW (420 shp), schwenkbar +75/−30°[4] mit je einem Dreiblatt-Mantelpropeller
- Maximale Startmasse 6804 kg (15.000 pounds)
- Höchstgeschwindigkeit: 105 km/h (65 mph)
- Reisegeschwindigkeit 48–64 km/h (30–40 mph)
- Reisehöhe: 300–1000 m (3000 m Gipfelhöhe)
- Bordradar[13]